# رونالد فوينتيس
رونالد فوينتيس (بالإنجليزية: Ronald Fuentes)‏ هو لاعب كرة قدم أمريكي، ولد في 1 مارس 2002 في فورت واشنطن في الولايات المتحدة.